# Chant (månekrater)
Chant er et nedslagskrater på Månen. Det befinder sig på Månens bagside bag den sydvestlige rand og er opkaldt efter den canadiske astronom og fysiker Clarence A. Chant (1865 – 1956).
Navnet blev officielt tildelt af den Internationale Astronomiske Union (IAU) i 1970. 

## Omgivelser
Chant-krateret ligger i den sydvestlige del af det tæppe af udkastet materiale, som omgiver Mare Orientale, på den anden side af Montes Cordillera bjergkæden. Mod vest-nordvest ligger den store bjergomgivne slette Blackett. Sydpå ligger Mendelkrateret.

## Karakteristika
Chant er et næsten cirkulært krater med en let udadgående bule i den nordøstlige væg. Den ydre rand har skarp kant, og væggen skråner ned mod kraterbunden og har kun nogle mindre terrasser langs den østlige side. Bunden er noget irregulær, særlig i den sydlige halvdel. Der findes en lille central top i bundens midtpunkt.